# Pizza Hut

Oud logo (1967-1999)

Pizza Hut is de grootste restaurantketen ter wereld die gespecialiseerd is in pizza's. Het is een filiaalbedrijf, maar kent ook internationale franchisenemers. In 2021 zijn er 18.000 restaurants, drive-inrestaurants en kiosken verspreid over 111 landen.
In veel landen wordt alleen frisdrank verkocht van het voormalig moederbedrijf Pepsi. In een aantal landen wordt ook bier getapt. De meeste Pizza Hut restaurants hebben ook een saladebar.
Een afgeleide versie van de Pizza Hut restaurants zijn de Pizza Hut Express kiosken (deze hebben een beperkt menu) die te vinden zijn in bijvoorbeeld winkelcentra, vliegvelden, warenhuizen, hotels en benzinestations.
De nieuwste loot aan de boom die Pizza Hut heet zijn de Pizza Hut Italian Bistro. Hier worden naast pizza ook pasta's, broodjes en kleine hapjes (de zogenaamde "appetizers") verkocht. De bedoeling is dat Pizza Hut bekend wordt als Italiaans restaurant in plaats van als een fastfood pizzeria.

## Geschiedenis
Het bedrijf werd opgericht in 1958 door twee studenten (Dan en Frank Carney) in Wichita, Verenigde Staten. Het bedrijf werd in 1977 overgenomen door PepsiCo. In oktober 1997 werd Pizza Hut verzelfstandigd van PepsiCo, Inc. in een bedrijf genaamd Tricon Global Restaurants (thans Yum! Brands), samen met Kentucky Fried Chicken en Taco Bell. Pizza Hut was een van de eerste bedrijven waar men online bestellingen kon doen. Deze service bestaat sinds 1994.

### België
In 1984 opende Pizza Hut zijn eerste restaurant in Brussel.

### Nederland
De eerste Pizza Hut van Nederland werd in 1973 geopend in het Noordeinde in Den Haag. Dit was ook de eerste vestiging in Europa. In 1995 ging Pizza Hut samenwerken met de Nederlandse Spoorwegen en werden er vestigingen in stations geopend. Op 9 februari 2016 werd de vestiging in Noordeinde failliet verklaard. Het restaurant van dezelfde eigenaar in Rotterdam bleef bestaan. Er was hier sprake van een franchisenemer met een eigen assortiment. Eind 2016 werd bekend dat Pizza Hut terugkeert met vestigingen in Amsterdam, Rotterdam en Utrecht. Onder leiding van Soeniel Sewnarain hoopte de keten binnen zeven jaar uit te bereiden naar 100 vestigingen. In augustus 2020 waren er nog slechts drie locaties open, een in Roosendaal en twee in Rotterdam.

## In populaire cultuur
- In de sciencefictionparodiefilm Spaceballs werd Pizza Hut geparodieerd middels het karakter Pizza the Hutt, geïnspireerd op Jabba de Hutt uit de Star Wars-serie.
- Zanger Eric Dikeb had een hit met het nummer "De Pizza Hut" en een bijbehorend dansje. In dit nummer werden ook Kentucky Fried Chicken en McDonald's genoemd.
- In de film Demolition Man bestaan er geen fastfoodketens of restaurants meer, behalve Taco Bell. In grote delen van Europa waaronder Nederland werd een alternatieve versie van de film uitgebracht waarbij Taco Bell is vervangen door Pizza Hut.[6]

## Foto's van vestigingen

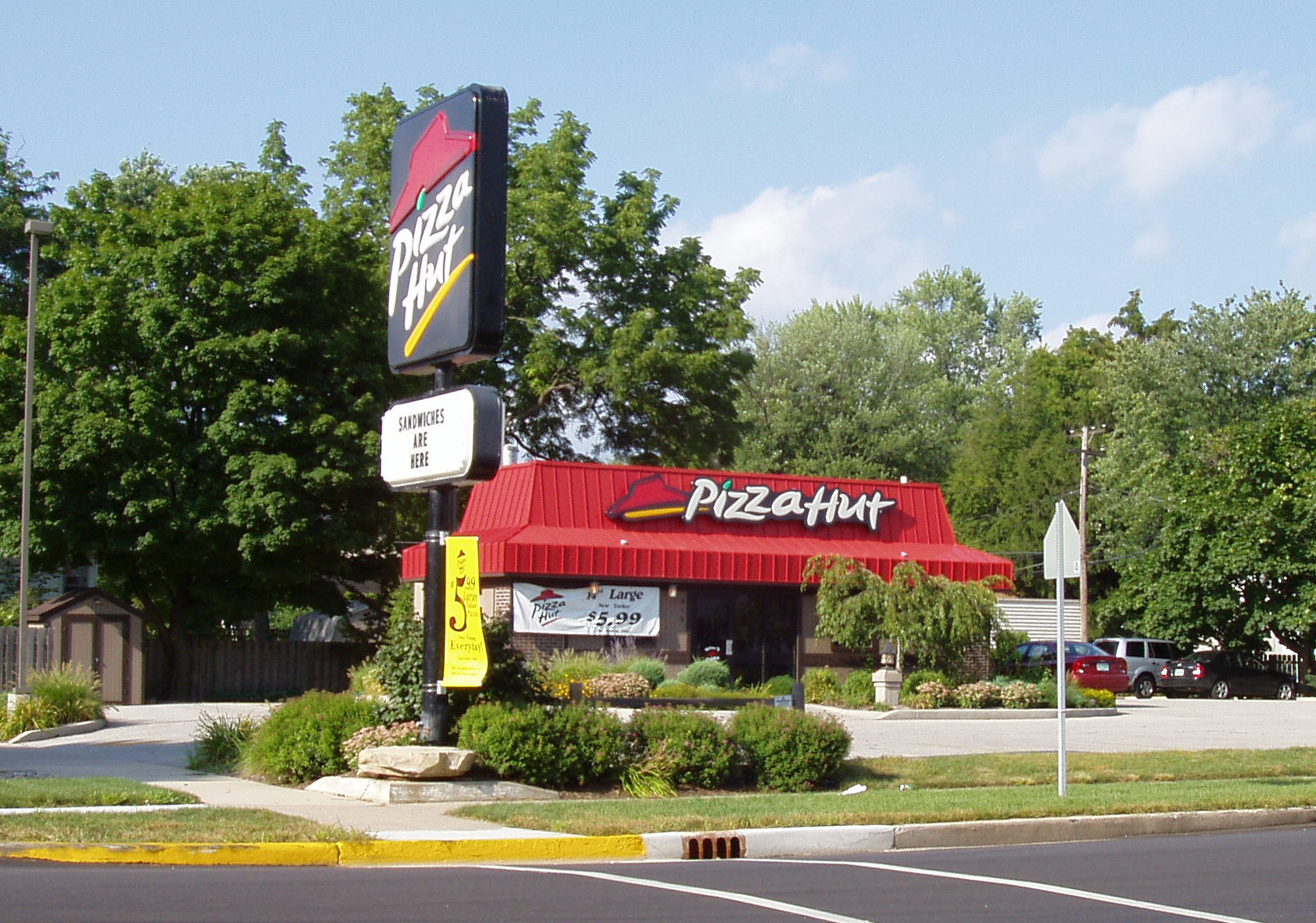
Vestiging in de Verenigde Staten
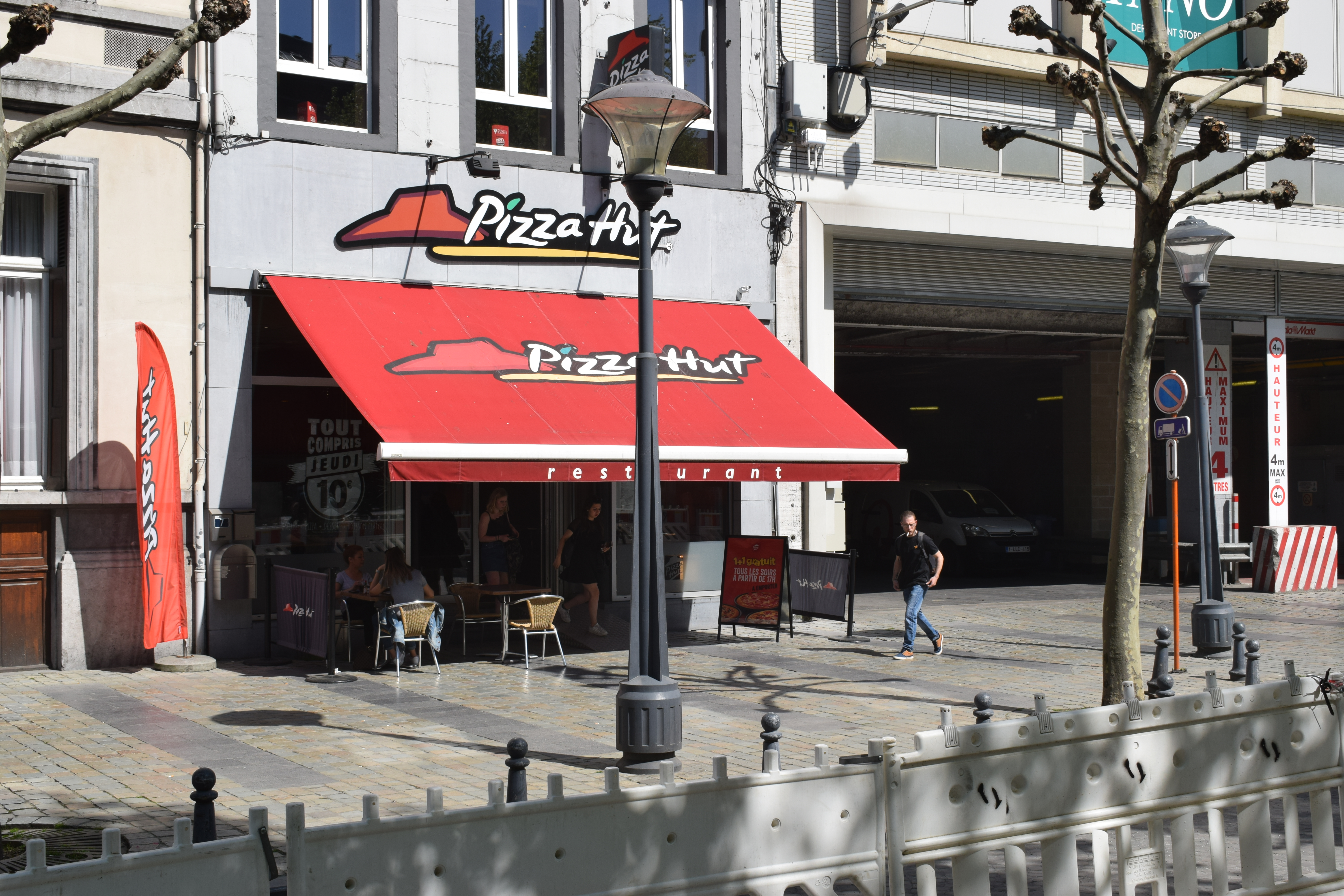
Pizza Hut in Luik
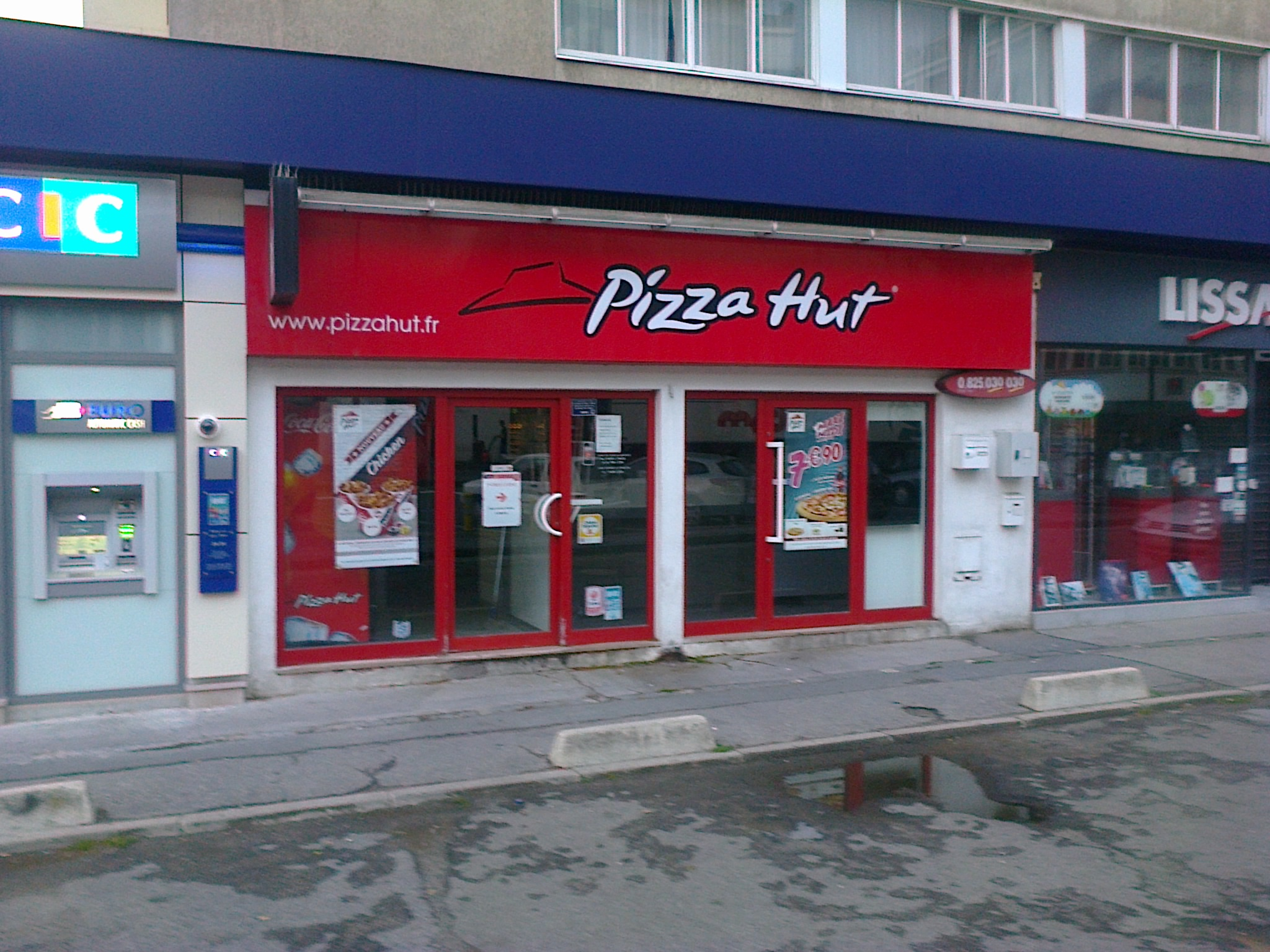
Idem in Frankrijk
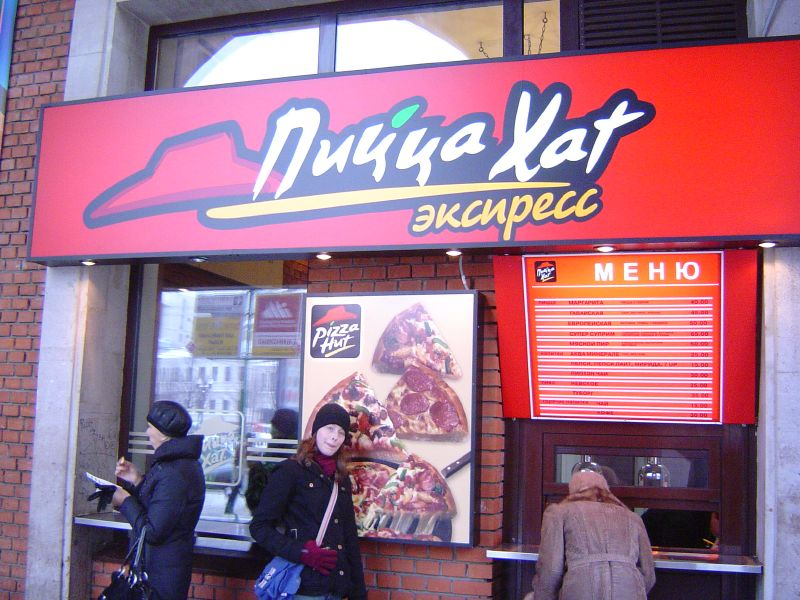
... en Rusland. In 2022 trok Pizza Hut zich terug uit dit land.

KFC · Pizza Hut · Taco Bell · The Habit Burger Grill